# Minyulita
La minyulita és un mineral de la classe dels fosfats. Va ser descrita per primera vegada l'any 1933, i rep el seu nom de la localitat de Minyulo Well (Austràlia Occidental, Austràlia).

## Característiques
La minyulita és un rar mineral fosfat amb fórmula química KAl₂(PO₄)₂F·4H₂O. Cristal·litza en el sistema ortoròmbic. Això indica que té tres eixos de longitud desigual però, tots són perpendiculars entre si. Es troba com a grups de cristalls radials fibrosos a dins de les esquerdes de roca amb fosfats de ferro. Pel que fa a les seves propietats òptiques, és un mineral anisotròpic, el que significa que la velocitat de la llum és diferent quan passa a través d'ell depenent del tall de la seva secció transversal que li dona més d'un índex de refracció. Òpticament, el mineral és biaxial. El seu valor de birefringència és 0,007.
Segons la classificació de Nickel-Strunz, la minyulita pertany a «08.DH: Fosfats amb cations de mida mitjana i gran, (OH, etc.):RO₄ < 1:1» juntament amb els següents minerals: leucofosfita, esfeniscidita, tinsleyita, jahnsita-(CaMnFe), jahnsita-(CaMnMg), jahnsita-(CaMnMn), keckita, rittmannita, whiteïta-(CaFeMg), whiteïta-(CaMnMg), whiteïta-(MnFeMg), jahnsita-(MnMnMn), kaluginita, jahnsita-(CaFeFe), jahnsita-(NaFeMg), jahnsita-(NaMnMg), jahnsita-(CaMgMg), manganosegelerita, overita, segelerita, wilhelmvierlingita, juonniïta, calcioferrita, kingsmountita, montgomeryita, zodacita, arseniosiderita, kolfanita, mitridatita, pararobertsita, robertsita, sailaufita, mantienneïta, paulkerrita, benyacarita, xantoxenita, mahnertita, andyrobertsita, calcioandyrobertsita, englishita i bouazzerita.

## Formació i jaciments
La minyulita es considera un fosfat secundari, ja que es forma per l'alteració d'un fosfat primari. El mineral es pot trobar a la zona de roca fosfatada subjacent de sòl ornitogènic. Es troba en associació amb altres minerals, com dufrenita, apatita, glauconita, fluellita, wavel·lita, variscita i leucofosfita.